# ムラデン・ペトリッチ
ムラデン・ペトリッチ（Mladen Petrić, 1981年1月1日 - ）は、ユーゴスラビア（現ボスニア・ヘルツェゴビナ）・ブルチコ行政区出身の元サッカー選手。クロアチア人であり、クロアチア代表としてプレーした。ポジションはフォワード。2016年5月28日、自身のSNSで現役引退を表明。

## クラブ経歴

### 初期の経歴
ボスニア・ヘルツェゴビナ・ブルチコ近くのドゥブラヴェ村に生まれ、クロアチアのヴィンコヴツィ、スイス・アールガウ州バーデン区のNeuenhofと引っ越しを繰り返した。地元のFC Neuenhofに入団し、近郊のFCバーデンへと移った。1998年にFCバーデンからプロデビューし、1シーズンプレーした後にグラスホッパー・チューリッヒに移籍した。5シーズンをグラスホッパーで過ごし、スイス・スーパーリーグでは114試合に出場して30得点を挙げた。
2004年7月1日に移籍金300万ユーロの4年契約でFCバーゼルに移籍した。グラスホッパーにいた2003年、グラスホッパーのリーグ優勝祝賀会の際にFCバーゼルのスカーフを燃やしたことがあったため、移籍当初は多くの批判を浴びた。2005-06シーズンはリーグ戦31試合に出場して15得点を挙げ、得点ランキングの4位にランクインした。同シーズンにはUEFAカップにも出場し、準々決勝でミドルズブラFCに敗れる前に12試合に出場して3得点した。2006-07シーズンは19得点を挙げて得点王に輝いた。UEFAカップではホームでのFKラボトニツキ戦(6-2)戦で2得点を挙げた。同大会のASナンシー戦(1-1)では、GKフランコ・コスタンソがファールで退場処分を受けたが、既に3枚の交代枠を使い切っていたためにペトリッチがゴールを守ることになった。コスタンソのファールでASナンシーはPKの機会を得たが、ミカエル・クレティアンのシュートをペトリッチは抜群の反応でセーブし、ホームでの勝ち点1獲得に貢献した。

### ボルシア・ドルトムント
2007年6月11日、同胞のロベルト・コヴァチが所属するドイツ・ブンデスリーガのボルシア・ドルトムントに移籍した。はじめはダイヤモンド型の4-4-2システムのトップ下で起用されたが、その後すぐにフォワードのポジションに移った。ヴェルダー・ブレーメン戦(3-0)で2得点するなど良好なスタートを切り、2007-08シーズンはブンデスリーガの得点ランキング上位に名を連ねた。DFBポカールでは決勝に進出し、バイエルン・ミュンヘン戦でロスタイムに同点弾を決めたが、結局は優勝を逃した。

### ハンブルガーSV
2008年8月17日、モハメド・ジダンとのトレードでハンブルガーSVに移籍し、4年契約を結んだ。さらにハンブルガーSVからドルトムントに約500万ユーロが支払われたとされているが、金額は明らかにされていない。8月23日のホームでのカールスルーエSC戦(2-1)で73分にジョナタン・ピトロイパと代わって出場してブンデスリーガデビューした。9月13日のバイエル・レバークーゼン戦(3-2)で初得点となる決勝点を決め、9月下旬から10月上旬にかけて行われたDFBポカールのVfLボーフム戦(2-0)、UEFAカップのFCウニレア・ウルジチェニ戦(2-0)、ブンデスリーガのボルシア・メンヒェングラッドバッハ戦(1-0)ではチームの全5得点を生みだした。10月5日のエネルギー・コットブス戦(2-1)ではロスタイムに決勝点を決め、ブンデスリーガ首位を維持した。
2009-10シーズンのUEFAヨーロッパリーグ準決勝フラムFC戦セカンドレグ（アウェー、1-2）ではフリーキックから先制点を挙げ、決勝進出に一歩近づいたが、その後2失点して敗退した。

### フラムFC
2012年6月28日、フラムFCへの移籍が発表された。契約期間は1年。ノリッジ・シティFCとの開幕戦で早速2ゴールを挙げるなど活躍し、序盤こそ多くの出場機会を得ていたものの、その後はディミタール・ベルバトフやウーゴ・ロダジェガ等の陰に隠れて出番は少なかった。シーズン終了後、契約満了により退団。

### ウェストハム・ユナイテッドFC
2013年9月10日、1年契約でウェストハム・ユナイテッドFCに加入した。しかし加入直後に負傷したこともあり出場機会を得られず、2013年12月に契約を解除した。

### パナシナイコスFC
2014年1月9日、妻の母国であるギリシャのパナシナイコスFCに加入した。

## 代表経歴
スイスでプレーしていた2001年、ミルコ・ヨジッチ監督によってクロアチア代表に招集され、韓国で行われた韓国との親善試合でデビューした。韓国遠征の際の2試合の両方に後半途中から起用されたが、2002 FIFAワールドカップ本大会には招集されなかった。2002年8月21日、ヴァラジュディンで行われたウェールズとの親善試合(1-1)で代表初得点を挙げた。UEFA EURO 2004予選第1節のエストニア戦には後半から起用されたが、その後の3年半は代表から遠ざかった。2006年初頭、香港で行われたカールスバーグ・カップの韓国戦で代表に復帰し、バーゼルで行われたアルゼンチン戦にも出場した。2006 FIFAワールドカップ本大会のメンバー候補には残ったが、最終的に出場する23人のメンバーからは漏れた。
2006年8月2日、新たに就任したスラヴェン・ビリッチ監督の初采配試合となるイタリア戦に招集され、8月16日にリヴォルノで行われた親善試合に後半途中から出場した。その後はチームの中心選手のひとりとなり、UEFA EURO 2008予選では全試合に出場した。10月7日に行われたアンドラ戦では60分間の出場ながら4得点を決め、クロアチア代表の選手として初めて公式戦で1試合4得点を決めた選手となった。この試合に7-0で勝利したが、こちらも代表史上最高の点差での勝利となった。2007年9月12日に行われたアンドラ戦でも2得点を挙げ、同一チームからホームとアウェー合わせて6得点を奪うという椿事を生みだした。11月21日、予選最終節のイングランド戦には途中出場し、25ヤードの距離から同点弾となるミドルシュートを決めて試合を2-2の引き分けに持ち込んだ。ウェンブリー・スタジアムで行われた公式戦でイングランドが負けたのは史上初の出来事であり、この結果イングランドの予選敗退が決定した。試合後、ペトリッチはイングランドの選手とのユニフォーム交換を拒否し、「自分のキャリアで最高の瞬間だ。誰ともユニフォームを交換したくなかった」と発言した。UEFA EURO 2008本大会にも招集され、グループリーグでは強豪ドイツを破って全勝で決勝トーナメント進出を決めたが、準々決勝ではトルコにPK戦の末に敗れた。

## タイトル

### クラブ
グラスホッパー・クラブ・チューリッヒ
- スイス・スーパーリーグ：2000-01, 2002-03

FCバーゼル
- スイス・スーパーリーグ：2004-05
- スイス・カップ：2006-07
- ウーレンカップ：2006

パナシナイコスFC
- ギリシャ・カップ：2014

### 個人
- スイス・スーパーリーグ 得点王：2006-07

## 個人成績
| クラブ           | シーズン  | ディビジョン   | 背番号 | リーグ | リーグ | カップ | カップ | 欧州カップ | 欧州カップ | 通算 | 通算 |
| クラブ           | シーズン  | ディビジョン   | 背番号 | 出場   | 得点   | 出場   | 得点   | 出場       | 得点       | 出場 | 得点 |
| ---------------- | --------- | -------------- | ------ | ------ | ------ | ------ | ------ | ---------- | ---------- | ---- | ---- |
| FCバーゼル       | 1998-99   | スーパーリーグ |        | 22     | 4      |        |        |            |            |      |      |
| FCバーゼル       | 合計      | 合計           | 合計   | 22     | 4      |        |        |            |            |      |      |
| グラスホッパーズ | 1999-2000 | スーパーリーグ |        |        |        |        |        |            |            |      |      |
| グラスホッパーズ | 2000-01   | スーパーリーグ |        |        |        |        |        |            |            |      |      |
| グラスホッパーズ | 2001-02   | スーパーリーグ |        |        |        |        |        |            |            |      |      |
| グラスホッパーズ | 2002-03   | スーパーリーグ |        | 18     | 5      | 0      | 0      | 0          | 0          | 18   | 5    |
| グラスホッパーズ | 2003-04   | スーパーリーグ |        | 28     | 6      | 0      | 0      | 0          | 0          | 28   | 6    |
| グラスホッパーズ | 合計      | 合計           | 合計   | 114    | 30     |        |        |            |            |      |      |
| FCバーゼル       | 2004–05   | スーパーリーグ |        | 16     | 5      | 0      | 0      | 0          | 0          | 16   | 5    |
| FCバーゼル       | 2005-06   | スーパーリーグ |        | 31     | 14     |        |        |            |            | 31   | 14   |
| FCバーゼル       | 2006-07   | スーパーリーグ |        | 26     | 19     |        |        |            |            | 26   | 19   |
| FCバーゼル       | 合計      | 合計           | 合計   | 72     | 38     |        |        |            |            | 72   | 38   |
| ドルトムント     | 2007-08   | ブンデスリーガ |        | 29     | 13     | -      | -      |            |            | 29   | 13   |
| ドルトムント     | 合計      | 合計           | 合計   | 29     | 13     |        |        |            |            | 29   | 13   |
| ハンブルガーSV   | 2008-09   | ブンデスリーガ |        | 25     | 12     | -      | -      |            |            | 25   | 12   |
| ハンブルガーSV   | 2009-10   | ブンデスリーガ |        | 26     | 8      | -      | -      |            |            | 26   | 8    |
| ハンブルガーSV   | 2010-11   | ブンデスリーガ |        | 22     | 11     | -      | -      |            |            | 22   | 11   |
| ハンブルガーSV   | 2011-12   | ブンデスリーガ |        | 26     | 7      | -      | -      |            |            | 26   | 7    |
| ハンブルガーSV   | 合計      | 合計           | 合計   | 99     | 38     | -      | -      |            |            | 99   | 38   |
| フルハムFC       | 2012-13   | プレミア       | 10     | 23     | 5      | -      | -      |            |            | 23   | 5    |
| フルハムFC       | 合計      | 合計           | 合計   | 23     | 5      |        |        |            |            | 23   | 5    |
| ウエストハム     | 2013-14   | プレミア       |        | 3      | 0      | -      | -      |            |            | 3    | 0    |
| ウエストハム     | 合計      | 合計           | 合計   | 3      | 0      |        |        |            |            | 3    | 0    |
| パナシナイコス   | 2013-14   | スーパーリーグ | 33     |        |        |        |        |            |            |      |      |
| パナシナイコス   | 2014-15   | スーパーリーグ | 33     |        |        |        |        |            |            |      |      |
| パナシナイコス   | 2015-16   | スーパーリーグ | 33     |        |        |        |        |            |            |      |      |
| パナシナイコス   | 合計      | 合計           | 合計   | 57     | 12     |        |        |            |            |      |      |
| 通算             | 通算      | 通算           | 通算   | 419    | 140    |        |        |            |            |      |      |

### 代表での得点
| #   | 日時           | 場所                 | 相手         | スコア | 結果 | 大会                                    |
| --- | -------------- | -------------------- | ------------ | ------ | ---- | --------------------------------------- |
| 01. | 2002年8月21日  | ヴァラジュディン     | ウェールズ   | 1-1    | 1-1  | 親善試合                                |
| 02. | 2006年10月7日  | ザグレブ             | アンドラ     | 1-0    | 7-0  | UEFA EURO 2008予選                      |
| 03. | 2006年10月7日  | ザグレブ             | アンドラ     | 2-0    | 7-0  | UEFA EURO 2008予選                      |
| 04. | 2006年10月7日  | ザグレブ             | アンドラ     | 3-0    | 7-0  | UEFA EURO 2008予選                      |
| 05. | 2006年10月7日  | ザグレブ             | アンドラ     | 4-0    | 7-0  | UEFA EURO 2008予選                      |
| 06. | 2007年2月7日   | リエカ               | ノルウェー   | 1-0    | 2-1  | 親善試合                                |
| 07. | 2007年9月12日  | アンドラ・ラ・ベリャ | アンドラ     | 0-2    | 0-6  | UEFA EURO 2008予選                      |
| 08. | 2007年9月12日  | アンドラ・ラ・ベリャ | アンドラ     | 0-3    | 0-6  | UEFA EURO 2008予選                      |
| 09. | 2007年11月21日 | ロンドン             | イングランド | 2-3    | 2-3  | UEFA EURO 2008予選                      |
| 10. | 2008年9月6日   | ザグレブ             | カザフスタン | 3-0    | 3-0  | 2010 FIFAワールドカップ・ヨーロッパ予選 |
| 11. | 2009年6月6日   | ザグレブ             | ウクライナ   | 1-0    | 2-2  | 2010 FIFAワールドカップ・ヨーロッパ予選 |
| 12. | 2010年9月3日   | リガ                 | ラトビア     | 0-1    | 0-3  | UEFA EURO 2012予選                      |
| 13. | 2013年2月6日   | ロンドン             | 韓国         | 4-0    | 4-0  | 親善試合                                |